# 巴伐利亞的瑪希米蓮娜·瑪麗亞
巴伐利亞的瑪希米蓮娜·瑪麗亞（德語：Maximiliana Maria von Bayern，1552年7月4日—1614年7月11日），巴伐利亞公爵阿爾布雷希特五世的女兒。
瑪希米蓮娜·瑪麗亞終生未婚，1614年於慕尼黑去世，死後葬於聖母主教座堂。